# (39774) 1997 GO27
(39774) 1997 GO27 est un astéroïde aréocroiseur découvert en 1997.

## Description
(39774) 1997 GO27 a été découvert le 12 avril 1997 à l'observatoire de Kitt Peak, situé dans l'Arizona (États-Unis), par le projet Spacewatch de l’université de l'Arizona.

### Caractéristiques orbitales
L'orbite de cet astéroïde est caractérisée par un demi-grand axe de 1,42 ua, un périhélie de 1,32 ua, une excentricité de 0,07 et une inclinaison de 17,90° par rapport à l'écliptique. Du fait de ces caractéristiques, à savoir un demi-grand axe inférieur à 3,2 ua et un périhélie compris entre 1,3 et 1,666 ua, il croise l'orbite de Mars et est classé, selon la JPL Small-Body Database, comme astéroïde aréocroiseur (aréo venant de Arès).

### Caractéristiques physiques
(39774) 1997 GO27 a une magnitude absolue (H) de 18,4 et un albédo estimé à 0,121.